# 巴爾塔薩·諾伊曼
約翰·巴爾塔薩·諾伊曼（德語：Johann Balthasar Neumann，1687年1月30日—1753年8月19日），通常稱為巴爾塔薩·諾伊曼（Balthasar Neumann），為德國建築師，是巴洛克建築的重要代表人物。

## 生平
推測1687年1月30日生於波希米亞王國的艾格，現在被稱為海布。在家中排行第七。
1712年諾伊曼到維爾茲堡砲兵服務隊，受到當時的采邑主教──統治領域廣及義大利，法國及荷蘭的約翰·菲力普·馮·匈保的支持，開始他的建築生涯。
1753年8月19日逝世於維爾茨堡，享年六十六歲，葬於聖母禮拜堂。

## 作品
諾伊曼的巴洛克建築設計顛峰在南德意志天主教巴洛克作品。他的特色在室內設計中──尤其是樓梯空間與教堂，更能看出他驚奇的效果。他的作品區域大部分分佈在維爾茲堡沿著美茵河河畔，及從科隆沿著萊茵河往南一帶。以下列舉部分具代表性者：
- 维尔茨堡宫
- 奧古斯都堡與獵趣園階梯空間
- 波昂十字山朝聖教堂階梯空間